# Saint-Romain-la-Virvée
Pour les articles homonymes, voir Saint-Romain.
Saint-Romain-la-Virvée est une commune du Sud-Ouest de la France, située dans le département de la Gironde, en région Nouvelle-Aquitaine.

## Géographie

### Localisation
1. Carte dynamique
2. Carte Openstreetmap
3. Carte topographique
4. Carte avec les communes environnantes

La commune de  se situe dans le Fronsadais, sur la rive droite (nord) de la Dordogne, à 25 km au nord-est de Bordeaux, chef-lieu du département, à 15 km au nord-ouest de Libourne, chef-lieu d'arrondissement, et à 12 km au nord-ouest de Fronsac, chef-lieu de canton.
La commune fait partie de l'aire d'attraction de Bordeaux.

### Communes limitrophes
La commune enserrant celle d'Asques le long de la Dordogne, présente la particularité d'avoir deux rives d'accès à la rivière et, de ce fait, deux « frontières » avec la commune de Saint-Loubès qui se trouve sur la rive opposée (sud).

Les communes limitrophes en sont, sur la rive droite de la Dordogne, Cubzac-les-Ponts à l'ouest, Saint-André-de-Cubzac au nord-ouest, La Lande-de-Fronsac au nord, Cadillac-en-Fronsadais à l'est, Lugon-et-l'Île-du-Carnay au sud-est et Asques au sud ; sur la rive gauche, se trouve Saint-Loubès au sud et Saint-Vincent-de-Paul à l'extrême sud-ouest, en quadripoint (point de la surface de la Terre où quatre frontières différentes se rejoignent).
| Saint-André-de-Cubzac                            | La Lande-de-Fronsac    |                          |
| Cubzac-les-Ponts {\displaystyle +} (quadripoint) | Saint-Romain-la-Virvée | Cadillac-en-Fronsadais   |
| Saint-Vincent-de-Paul                            | Asques Saint-Loubès    | Lugon-et-l'Île-du-Carnay |

### Climat
Pour des articles plus généraux, voir Climat de la Nouvelle-Aquitaine et Climat de la Gironde.
Historiquement, la commune est exposée à un climat océanique aquitain.  
En 2020, Météo-France publie une typologie des climats de la France métropolitaine dans laquelle la commune est exposée à un climat océanique et est dans la région climatique  Aquitaine, Gascogne, caractérisée par une pluviométrie abondante au printemps, modérée en automne, un faible ensoleillement au printemps, un été chaud (19,5 °C), des vents faibles, des brouillards fréquents en automne et en hiver et des orages fréquents en été (15 à 20 jours).
Pour la période 1971-2000, la température annuelle moyenne est de 13,4 °C, avec une amplitude thermique annuelle de 14,7 °C. Le cumul annuel moyen de précipitations est de 900 mm, avec 12,2 jours de précipitations en janvier et 6,7 jours en juillet. Pour la période 1991-2020, la température moyenne annuelle observée sur la station météorologique la plus proche, située sur la commune de Saint-Gervais à 8 km à vol d'oiseau, est de 13,9 °C et le cumul annuel moyen de précipitations est de 824,9 mm,. Pour l'avenir, les paramètres climatiques de la commune estimés pour 2050 selon différents scénarios d’émission de gaz à effet de serre sont consultables sur un site dédié publié par Météo-France en novembre 2022.

### Milieux naturels et biodiversité

#### Natura 2000
La Dordogne est un site du réseau Natura 2000 limité aux départements de la Dordogne et de la Gironde, et qui concerne les 104 communes riveraines de la Dordogne, dont Saint-Romain-la-Virvée,. Seize espèces animales et une espèce végétale inscrites à l'annexe II de la directive 92/43/CEE de l'Union européenne y ont été répertoriées.

#### ZNIEFF
Saint-Romain-la-Virvée fait partie des 102 communes concernées par la zone naturelle d'intérêt écologique, faunistique et floristique (ZNIEFF) de type II « La Dordogne »,, dans laquelle ont été répertoriées huit espèces animales déterminantes et cinquante-sept espèces végétales déterminantes, ainsi que quarante-trois autres espèces animales et trente-neuf autres espèces végétales.

## Urbanisme

### Typologie
Au 1er janvier 2024, Saint-Romain-la-Virvée est catégorisée commune rurale à habitat dispersé, selon la nouvelle grille communale de densité à sept niveaux définie par l'Insee en 2022.
Elle appartient à l'unité urbaine de La Lande-de-Fronsac, une agglomération intra-départementale regroupant six  communes, dont elle est une commune de la banlieue,,. Par ailleurs la commune fait partie de l'aire d'attraction de Bordeaux, dont elle est une commune de la couronne,. Cette aire, qui regroupe 275 communes, est catégorisée dans les aires de 700 000 habitants ou plus (hors Paris),.

### Occupation des sols

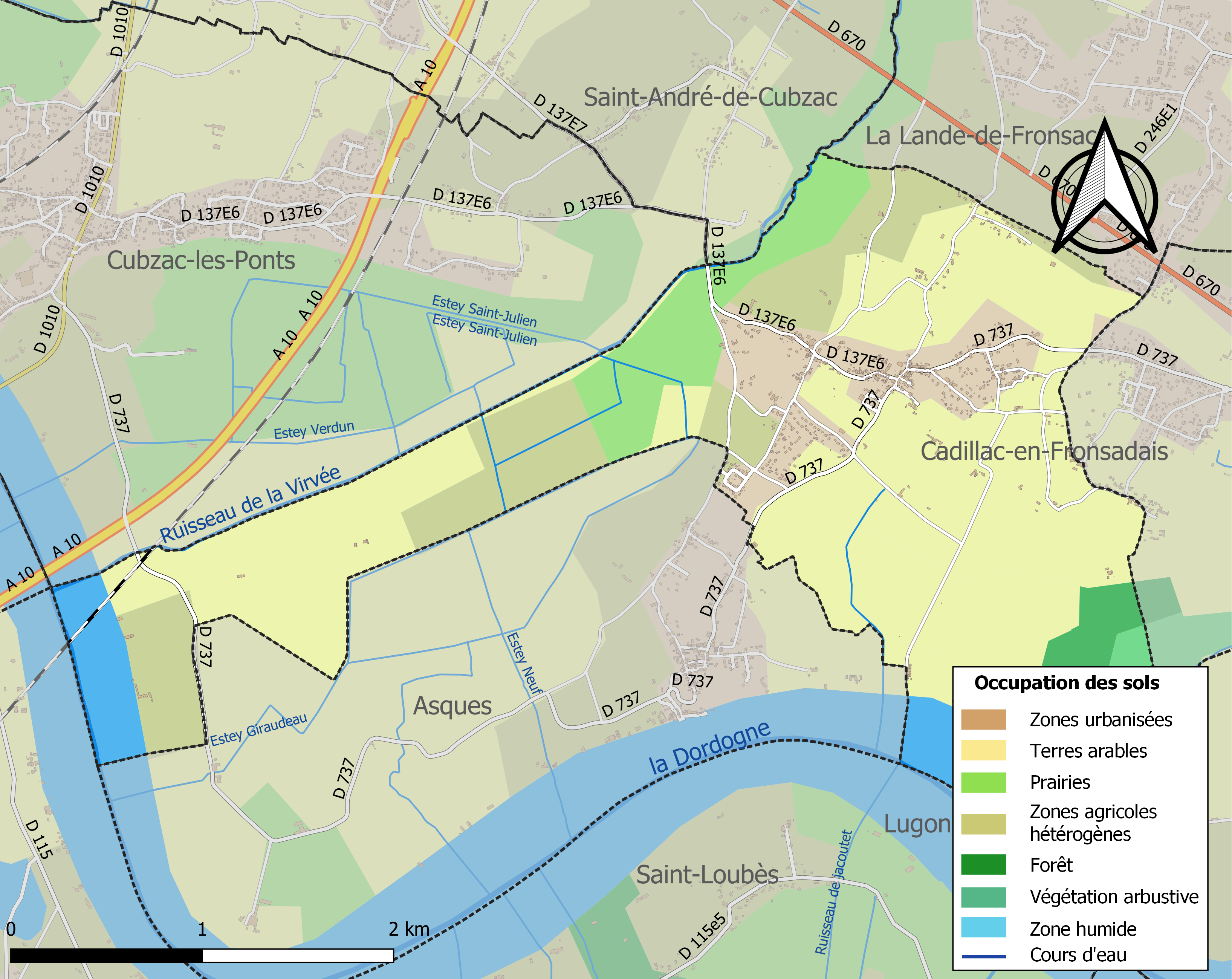
Carte des infrastructures et de l'occupation des sols de la commune en 2018 (CLC).

L'occupation des sols de la commune, telle qu'elle ressort de la base de données européenne d’occupation biophysique des sols Corine Land Cover (CLC), est marquée par l'importance des territoires agricoles (77,3 % en 2018), en diminution par rapport à 1990 (91,9 %). La répartition détaillée en 2018 est la suivante : 
cultures permanentes (28,7 %), terres arables (25,4 %), zones agricoles hétérogènes (15,5 %), zones urbanisées (9,9 %), eaux continentales (8,1 %), prairies (7,7 %), forêts (3,6 %), milieux à végétation arbustive et/ou herbacée (1,2 %). L'évolution de l’occupation des sols de la commune et de ses infrastructures peut être observée sur les différentes représentations cartographiques du territoire : la carte de Cassini (XVIIIe siècle), la carte d'état-major (1820-1866) et les cartes ou photos aériennes de l'IGN pour la période actuelle (1950 à aujourd'hui).

### Risques majeurs
Le territoire de la commune de Saint-Romain-la-Virvée est vulnérable à différents aléas naturels : météorologiques (tempête, orage, neige, grand froid, canicule ou sécheresse), inondations, mouvements de terrains et séisme (sismicité faible). Il est également exposé à un risque technologique, la rupture d'un barrage. Un site publié par le BRGM permet d'évaluer simplement et rapidement les risques d'un bien localisé soit par son adresse soit par le numéro de sa parcelle.

#### Risques naturels
La commune fait partie du territoire à risques importants d'inondation (TRI) de Libourne, regroupant les 20 communes concernées par un risque de submersion marine ou de débordement de la Dordogne, un des 18 TRI qui ont été arrêtés fin 2012 sur le bassin Adour-Garonne. Les événements significatifs aux XIXe et XXe siècles sont les crues de 1843 (6,80 m l'échelle de Libourne), de 1866 (6,40 m) et du 10 février 1944 (6,38 m) et du 27 décembre 1999 (6,36 m). Au XXIe siècle, les événements les plus marquants sont les crues de mars 2010 (5,55 m) et du 31 janvier 2014 (5,97 m). Des cartes des surfaces inondables ont été établies pour trois scénarios : fréquent (crue de temps de retour de 10 ans à 30 ans), moyen (temps de retour de 100 ans à 300 ans) et extrême (temps de retour de l'ordre de 1 000 ans, qui met en défaut tout système de protection). La commune a été reconnue en état de catastrophe naturelle au titre des dommages causés par les inondations et coulées de boue survenues en 1982, 1993, 1999, 2009, 2010, 2013 et 2021,.
Les mouvements de terrains susceptibles de se produire sur la commune sont des affaissements et effondrements liés aux cavités souterraines (hors mines) et des éboulements, chutes de pierres et de blocs. Par ailleurs, afin de mieux appréhender le risque d’affaissement de terrain, un inventaire national permet de localiser les éventuelles cavités souterraines sur la commune.

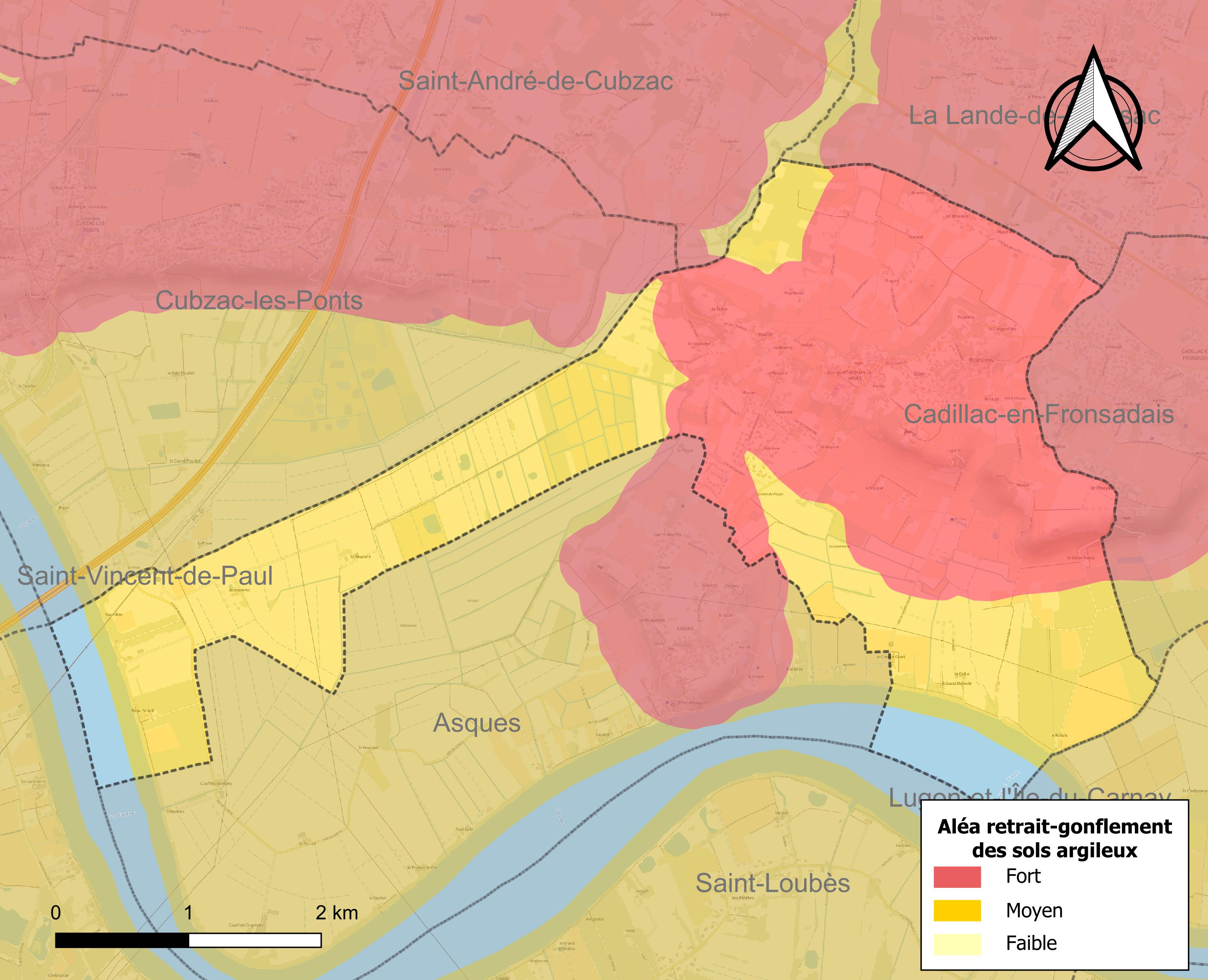
Carte des zones d'aléa retrait-gonflement des sols argileux de Saint-Romain-la-Virvée.

Le retrait-gonflement des sols argileux est susceptible d'engendrer des dommages importants aux bâtiments en cas d’alternance de périodes de sécheresse et de pluie. 94,4 % de la superficie communale est en aléa moyen ou fort (67,4 % au niveau départemental et 48,5 % au niveau national). Sur les 365 bâtiments dénombrés sur la commune en 2019, 365 sont en aléa moyen ou fort, soit 100 %, à comparer aux 84 % au niveau départemental et 54 % au niveau national. Une cartographie de l'exposition du territoire national au retrait gonflement des sols argileux est disponible sur le site du BRGM,.
Concernant les mouvements de terrains, la commune a été reconnue en état de catastrophe naturelle au titre des dommages causés par la sécheresse en 2005 et par des mouvements de terrain en 1999 et 2013.

#### Risques technologiques
La commune est en outre située en aval du  barrage de Bort-les-Orgues, un ouvrage sur la Dordogne de classe A soumis à PPI, disposant d'une retenue de 477 millions de mètres cubes. À ce titre elle est susceptible d’être touchée par l’onde de submersion consécutive à la rupture de cet ouvrage.

## Politique et administration
| Période                                  | Période                        | Identité      | Étiquette | Qualité     |
| ---------------------------------------- | ------------------------------ | ------------- | --------- | ----------- |
| mars 2008                                | En cours (au 15 décembre 2014) | Alain Montion |           | Agriculteur |
| Les données manquantes sont à compléter. |                                |               |           |             |

## Démographie
L'évolution du nombre d'habitants est connue à travers les recensements de la population effectués dans la commune depuis 1793. Pour les communes de moins de 10 000 habitants, une enquête de recensement portant sur toute la population est réalisée tous les cinq ans, les populations de référence des années intermédiaires étant quant à elles estimées par interpolation ou extrapolation. Pour la commune, le premier recensement exhaustif entrant dans le cadre du nouveau dispositif a été réalisé en 2006.

En 2022, la commune comptait 948 habitants, en évolution de +8,72 % par rapport à 2016 (Gironde : +6,91 %, France hors Mayotte : +2,11 %).
| 1793 | 1800 | 1806 | 1821 | 1831 | 1836 | 1841 | 1846 | 1851 |
| ---- | ---- | ---- | ---- | ---- | ---- | ---- | ---- | ---- |
| 750  | 676  | 749  | 656  | 687  | 662  | 665  | 656  | 675  |

| 1856 | 1861 | 1866 | 1872 | 1876 | 1881 | 1886 | 1891 | 1896 |
| ---- | ---- | ---- | ---- | ---- | ---- | ---- | ---- | ---- |
| 703  | 681  | 661  | 651  | 633  | 622  | 551  | 541  | 522  |

| 1901 | 1906 | 1911 | 1921 | 1926 | 1931 | 1936 | 1946 | 1954 |
| ---- | ---- | ---- | ---- | ---- | ---- | ---- | ---- | ---- |
| 528  | 537  | 512  | 430  | 441  | 422  | 415  | 373  | 396  |

| 1962 | 1968 | 1975 | 1982 | 1990 | 1999 | 2006 | 2011 | 2016 |
| ---- | ---- | ---- | ---- | ---- | ---- | ---- | ---- | ---- |
| 456  | 441  | 446  | 715  | 783  | 755  | 753  | 789  | 872  |

| 2021 | 2022 | - | - | - | - | - | - | - |
| ---- | ---- | - | - | - | - | - | - | - |
| 922  | 948  | - | - | - | - | - | - | - |

## Culture locale et patrimoine

### Lieux et monuments
- Église Saint-Romain, construite au XIIe siècle en architecture romane dont subsistent la façade et quelques modillons, restructurée pour sa nef vers le XIIIe ou XIVe siècle, agrandie aux XVIIe et XVIIe siècles, surmontée d'un clocher à la fin du XIXe siècle ; elle est inscrite au titre des monuments historiques en 2005[38].
- Cimetière de la seconde moitié du XVIIe siècle, inscrit au titre des monuments historiques en 1974[39] pour ses deux porches d'entrée. Le porche oriental porte une statue et l'inscription :Souvenez vous, vos parents y sont passés, vous y passerez et vos enfants aussi.

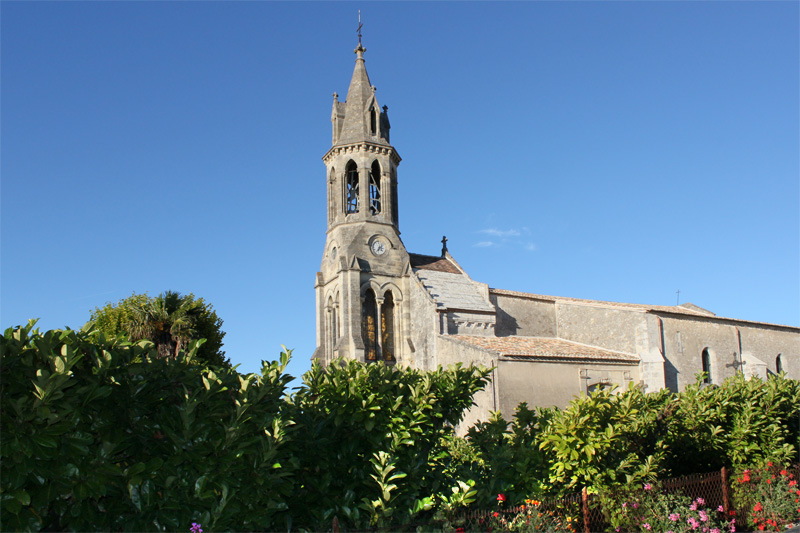
Église vue de la place de la mairie
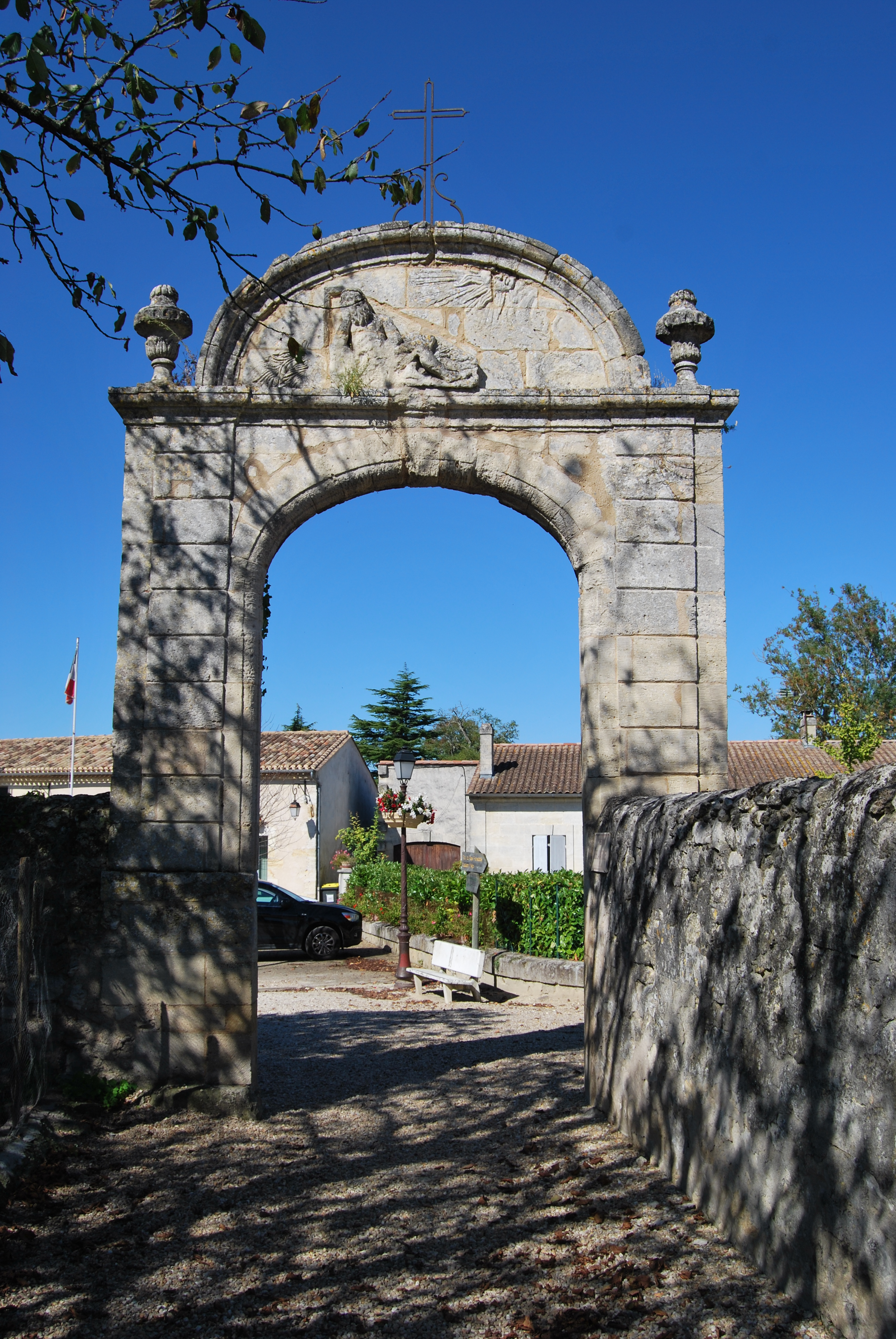
Porche occidental (intérieur) du cimetière
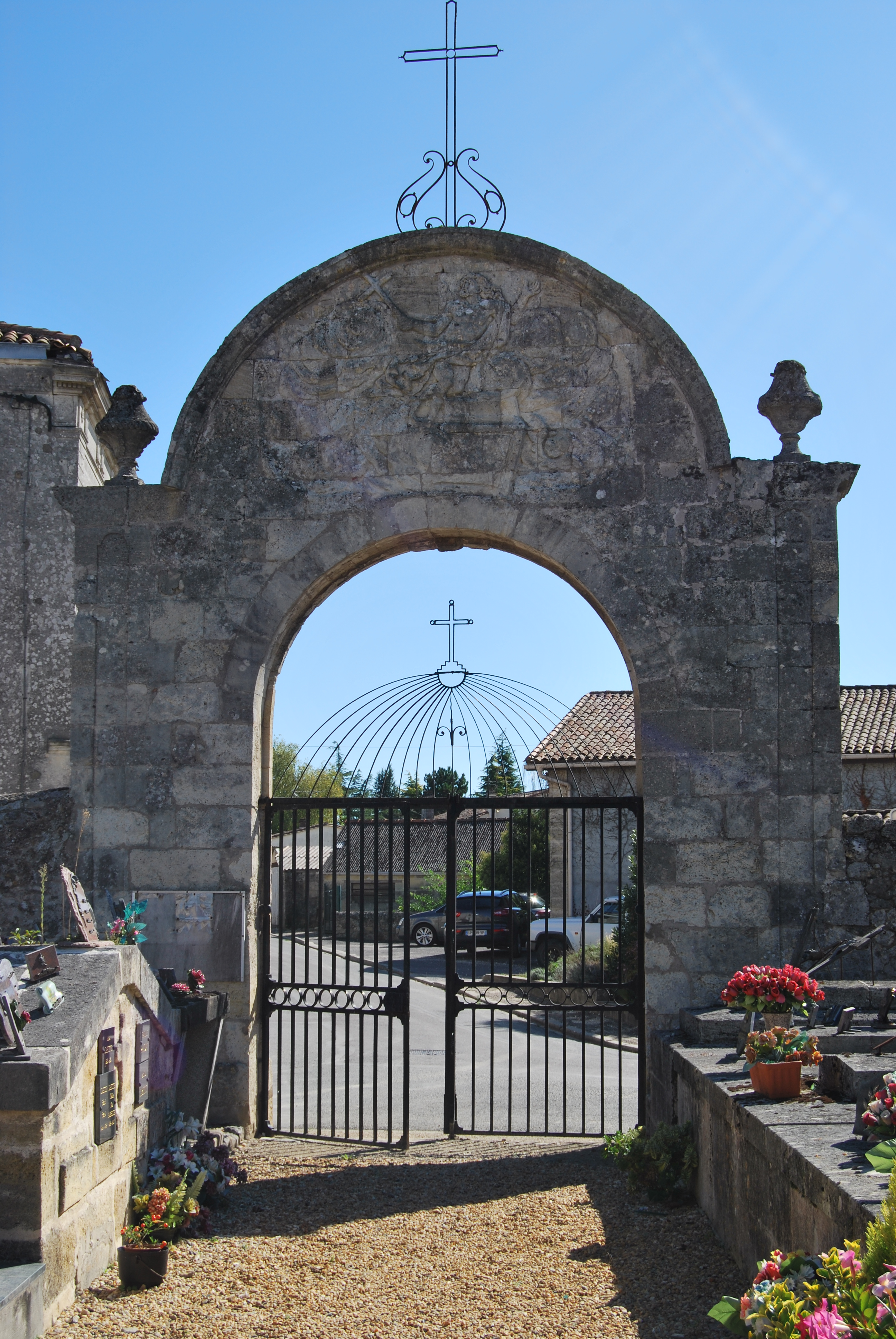
Porche oriental (intérieur) du cimetière
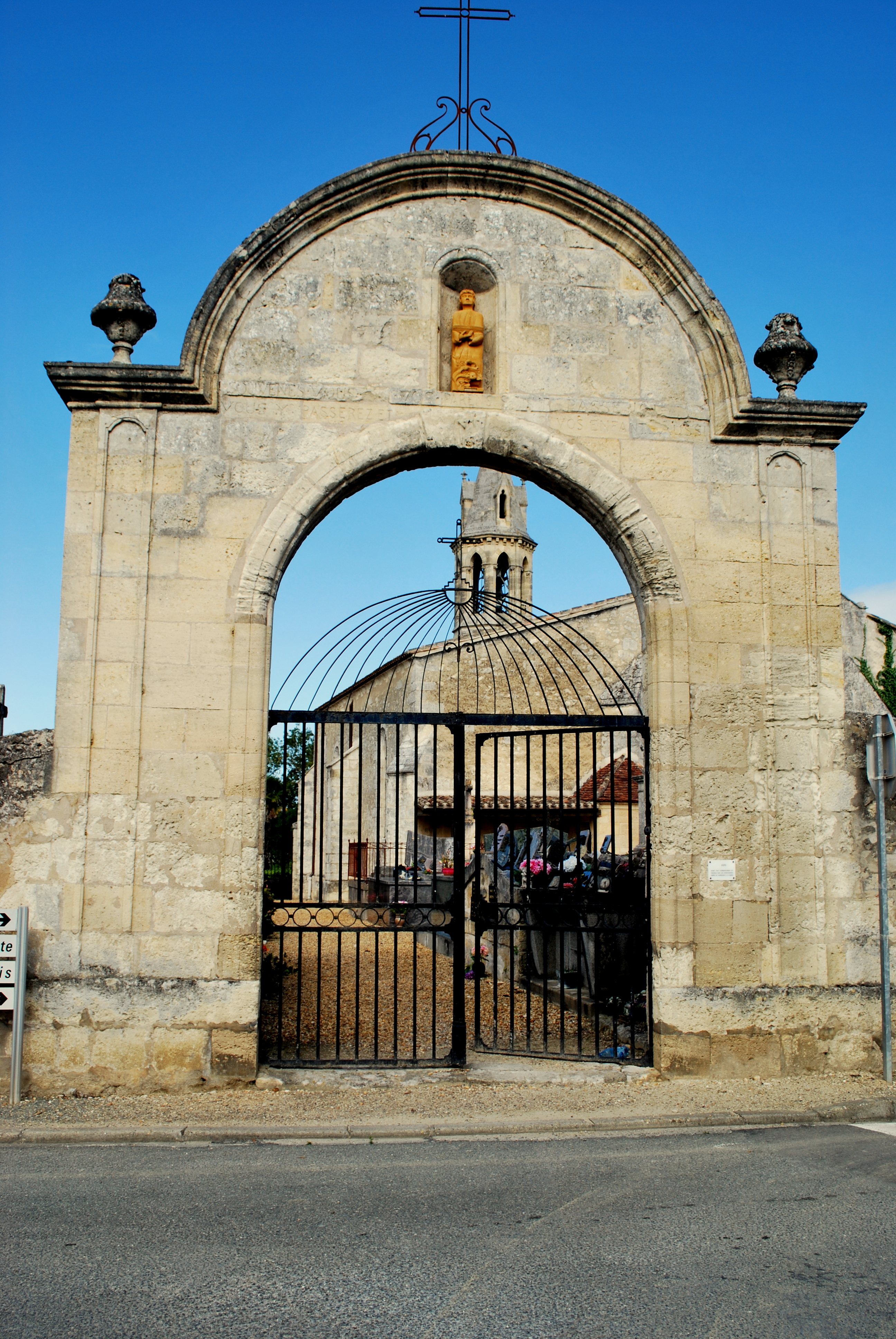
Porche oriental (extérieur) du cimetière
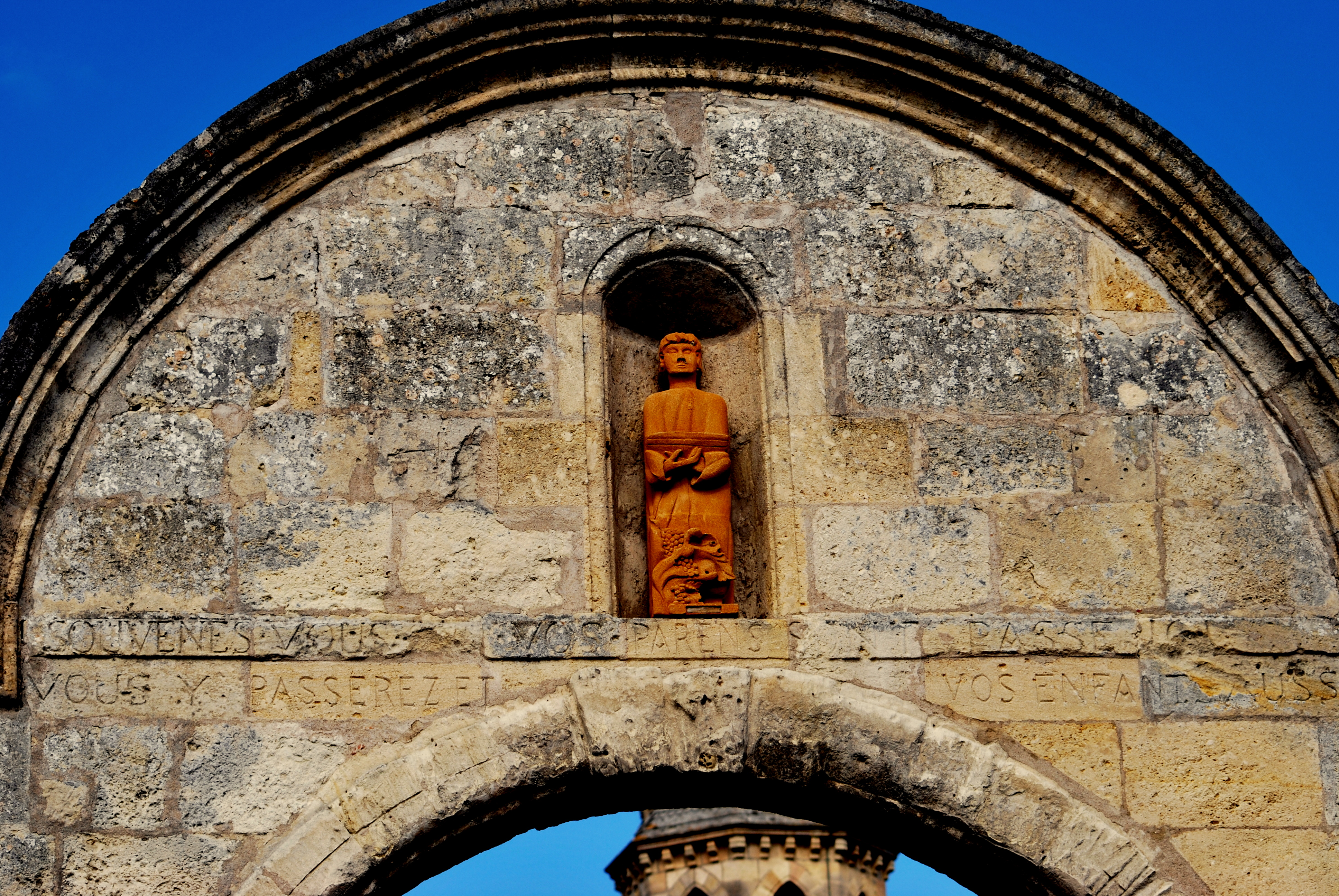
Porche oriental : statue et inscription

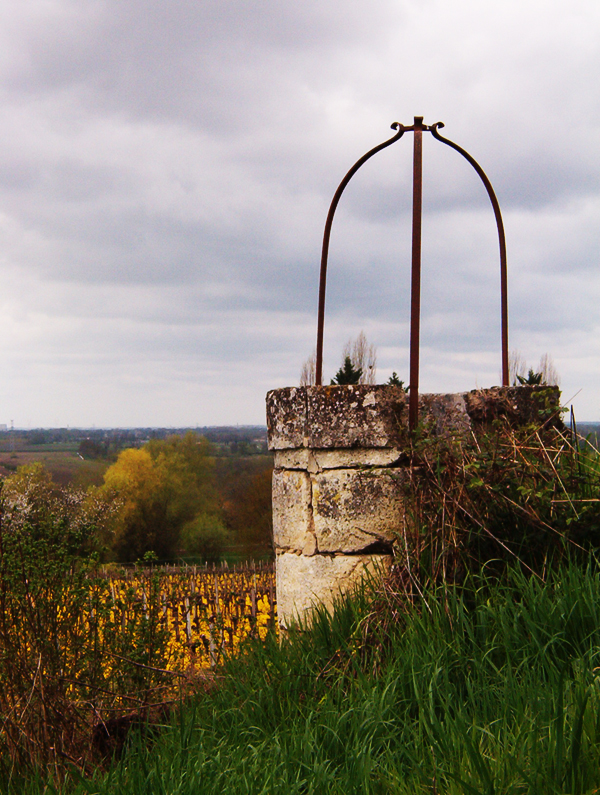
Puits abandonné proche de l'école
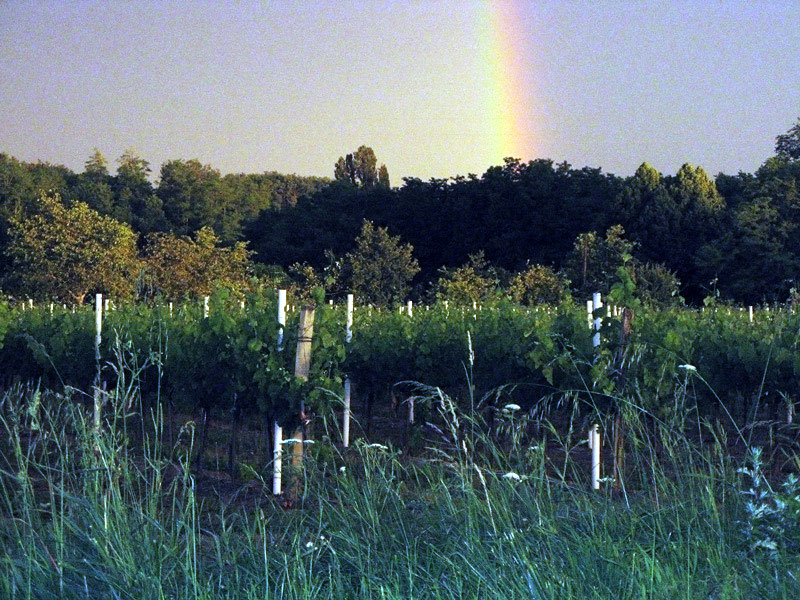
Un soir d'orage sur les vignes du Fronsadais
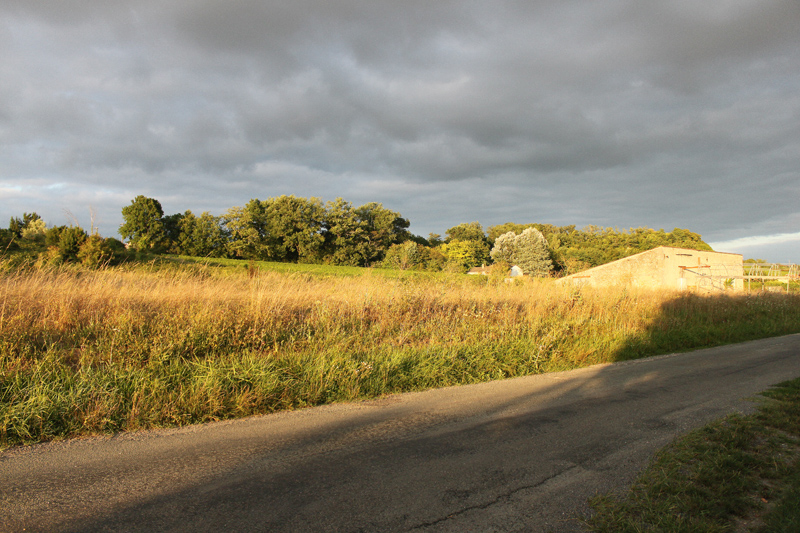
Champ de Milonis

### Personnalités liées à la commune
- Jeanne-Louise Branda, religieuse, fondatrice de la congrégation de l'Institut Jeanne-d'Arc à Ottawa, et poétesse. Née à Saint-Romain-la-Virvée en 1877.
- Ilja Gort (nl), romancier et viticulteur néerlandais, propriétaire du château de la Garde — qu'il a renommé château la Tulipe de la Garde — dans la commune.

### Héraldique
| Armes de Saint-Romain-la-Virvée | Les armes de Saint-Romain-la-Virvée blasonnent ainsi : Écartelé, au premier d’azur à l’évêque d’or, au deuxième d’or à cinq hures de sanglier de sable, défendues et allumées d’argent, au troisième de sable à l’aigle d’or, armée et membrée de gueules, au quatrième d’azur à la chapelle d’argent, ouverte, ajourée et maçonnée de sable, accompagnée en chef dextre d’une grappe de raisin d’or feuillée de sinople. |